# Stefan Wöhrmann
Stefan Wöhrmann (* 3. Oktober 1954 in Westerloh) ist ein Diplom-Psychologe und Pädagoge im Ruhestand.

## Leben
1973 machte Stefan Wöhrmann seinen Schulabschluss. Danach ging er zum Militär.
Er hat 3 Söhne.

## Beruflicher Werdegang
Nach dem Ausscheiden aus dem Militärdienst studierte er ab 1975 an der Universität Osnabrück zuerst Lehramt und danach Psychologie.
Nach einer Reise durch die USA war er als Berufsberater tätig.
1991 fand er Kontakt zur Gehörlosen-Community und besuchte Sprachkurse für Deutsche Gebärdensprache sowie lautsprachbegleitende Gebärden. Anschließend machte er eine sonderpädagogische Weiterbildung dazu. Seitdem war er bis 2017 Lehrer am Landesbildungszentrum für Hörgeschädigte in Osnabrück.

## GebärdenSchrift/SignWriting
In der ersten Hälfte des Jahres 1999 fand er Kontakt zu Valerie Sutton und befasste sich intensiv mit ihrer GebärdenSchrift.
Seit Sommer 1999 setzte er SignWriting auch im Rahmen seiner Lehrtätigkeit ein und entwickelte sein Lehrmaterial kontinuierlich weiter.
Eine einzigartige Mundbildschrift entwarf er 2001 speziell für SignWriting.
Ab 2010 war er an Projekten zur Verbreitung von GebärdenSchrift beteiligt.